# Салтанат
Салтанат (каз. Салтанат) — село в Жангалинском районе Западно-Казахстанской области Казахстана. Входит в состав Копжасарского сельского округа. Код КАТО — 274043200.

## Население
В 1999 году население села составляло 209 человек (109 мужчин и 100 женщин). По данным переписи 2009 года, в селе проживали 124 человека (64 мужчины и 60 женщин).